# Fiat Campagnola
Der Fiat Campagnola ist ein zweitüriger Geländewagen mit Stoffverdeck oder festem Aufbau. Er erschien 1951 als Typ 1101 und wurde 1974 durch den Fiat 1107 „Nuova Campagnola“ ersetzt, der bis 1987 gebaut wurde.  Der Fiat 1101 hatte einen separaten Kastenrahmen und einen 4-Zylinder-Reihenmotor mit 1905 cm³ Hubraum und zunächst einer Leistung von 53 PS (39 kW) bei 3700/min. Über ein teilsynchronisiertes Vierganggetriebe mit Mittelschaltung und Verteilervorgelege mit zwei Gängen wurden alle vier Räder angetrieben (Vorderradantrieb zuschaltbar). Auf Wunsch gab es eine zuschaltbare Zapfwelle. Hinten war eine Starrachse an Blattfedern und hydraulischen Teleskopstoßdämpfern eingebaut, die Vorderräder waren einzeln an etwas schräg angestellten Doppelquerlenkern mit Schraubenfedern und hydraulischen Stoßdämpfern aufgehängt. Die Vorderradaufhängung stammt vom Fiat 1100 B. Die Höchstgeschwindigkeit betrug 110 km/h.
1953 erschien der Fiat Campagnola Diesel, der ebenso wie der Fiat 1400 Diesel und der Leicht-LKW Fiat 615 N von einem Vierzylinder-Reihenmotor mit 1905 cm³ Hubraum und einer maximalen Leistung von 40 PS (29 kW) bei 3200/min angetrieben wurde. Er erreichte eine Höchstgeschwindigkeit von 85 km/h.
1955 wurden beide Modelle überarbeitet. Beim Ottomotor stieg die Motorleistung auf 61 PS (45 kW) bis 63 PS (46 kW) bei 4000/min, die Höchstgeschwindigkeit auf 116 km/h. Der neue Diesel leistete 43 PS (31,6 kW) bei 3800/min und erlaubte eine Höchstgeschwindigkeit von 95 km/h.
Ab 1974 gab es den Fiat Campagnola II, Typ 1107, mit Ottomotor, 80 PS (59 kW) bei 4600/min aus 1995 cm³ Hubraum und Fünf- statt Vierganggetriebe. Vom Motorblock des Fiat 132 abgeleitet wurde ein Triebwerk mit hoch im Block liegender Nockenwelle (OHV-Steuerung) mit Zahnriemenantrieb entwickelt. Diese Kombination war neu und eher ungewöhnlich, sie fand auch im Fiat 131 Anwendung.
Er hatte eine neue Karosserie und ein neues Fahrwerk mit vorn und hinten einzeln an Dämpferbeinen und Querlenkern mit Drehstabfedern aufgehängten Rädern.
1979 wurde auch der Diesel mit der neuen Karosserie vorgestellt. Der Fiat Campagnola Diesel 2500 hatte einen 4-Zylinder-Reihenmotor mit 2445 cm³ und 72 PS (53 kW) bei 4200/min.

## Bildergalerie

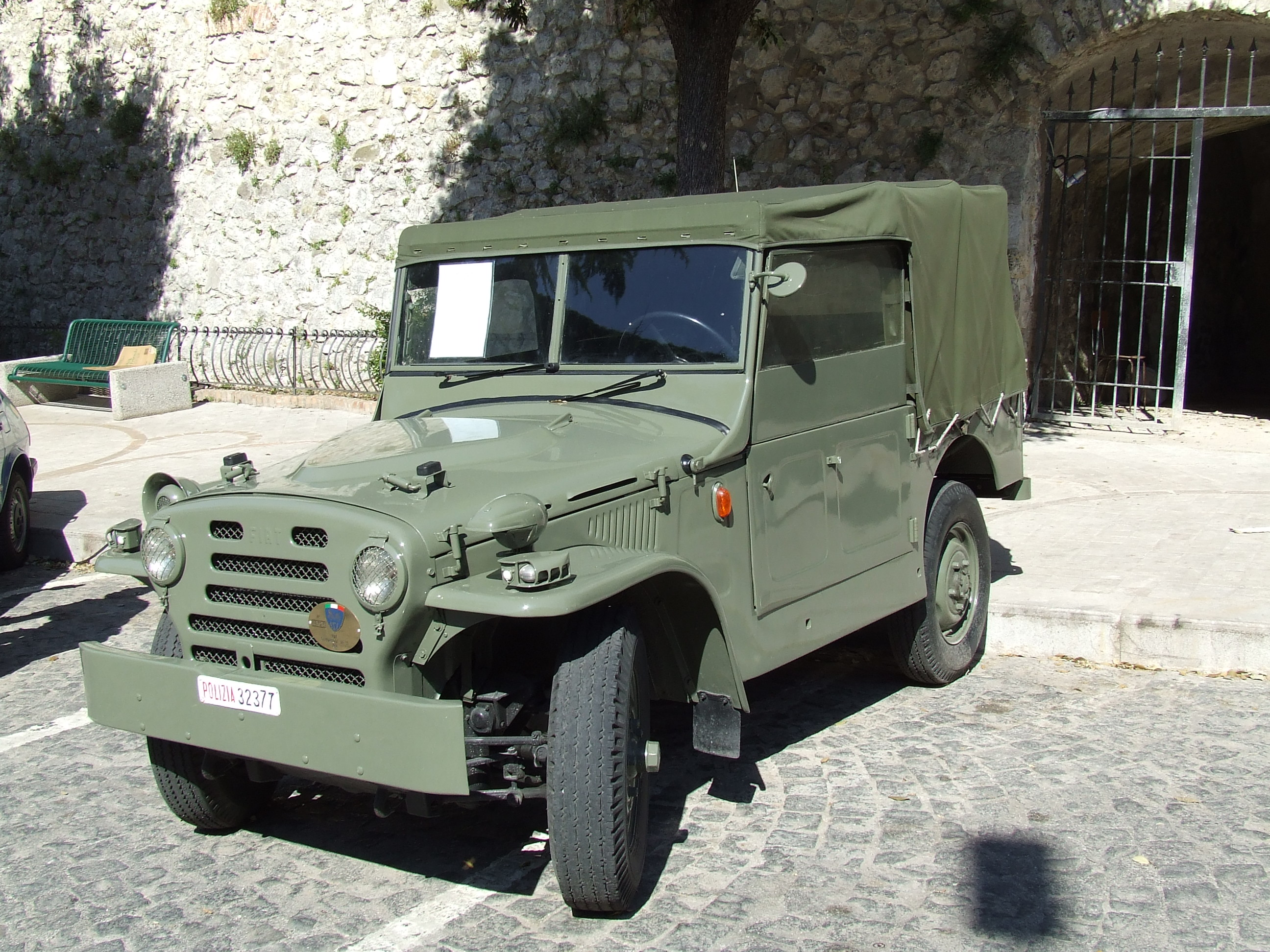
Fiat Campagnola der Polizia di Stato
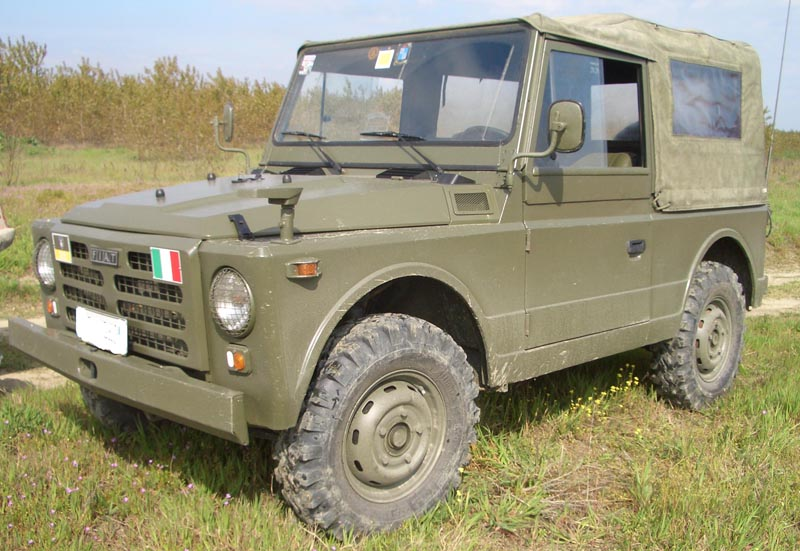
Fiat Nuova Campagnola Fiat AR76 des italienischen Heeres
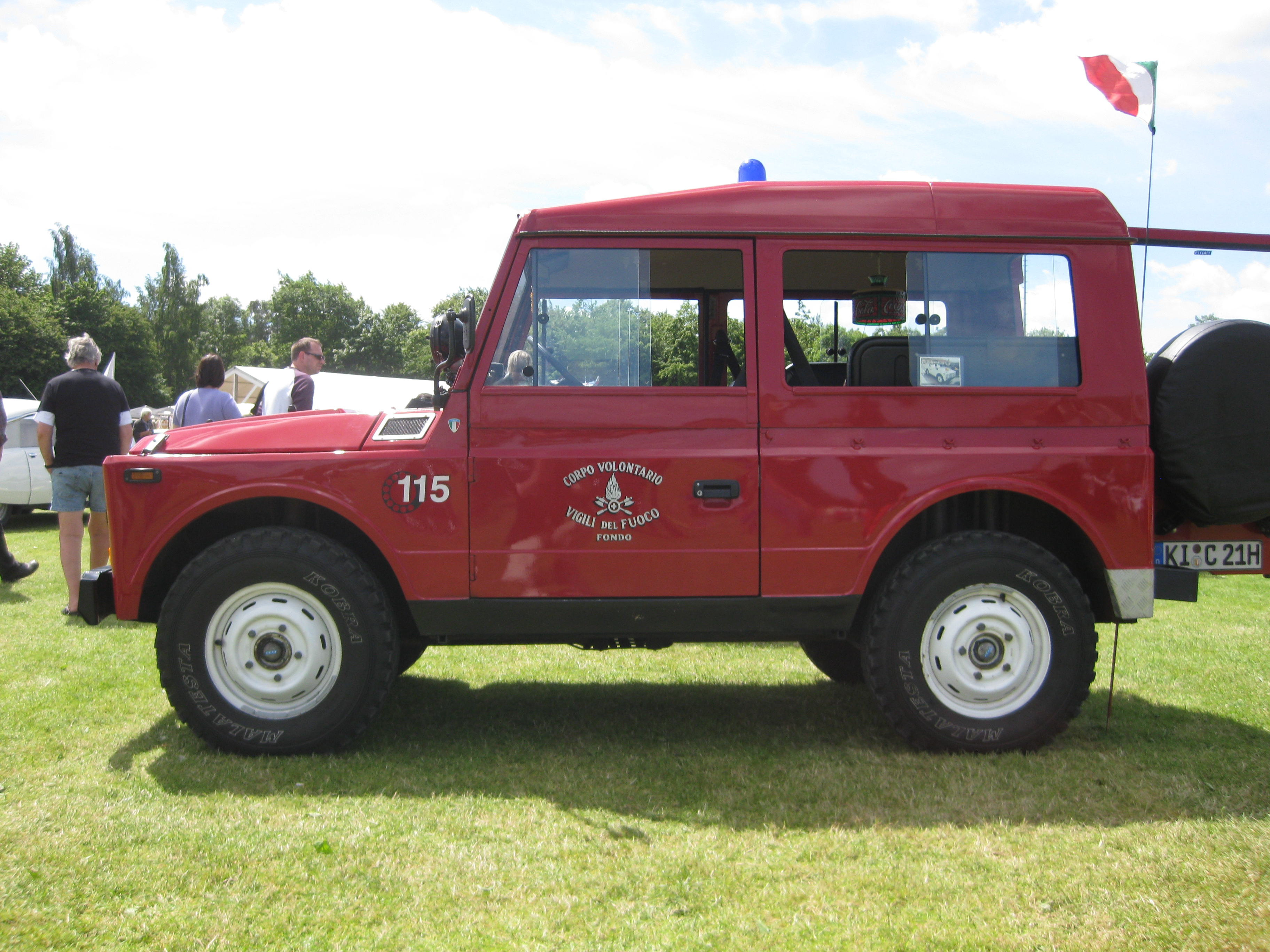
Fiat Nuova Campagnola Fiat AR76 der italienischen Feuerwehr
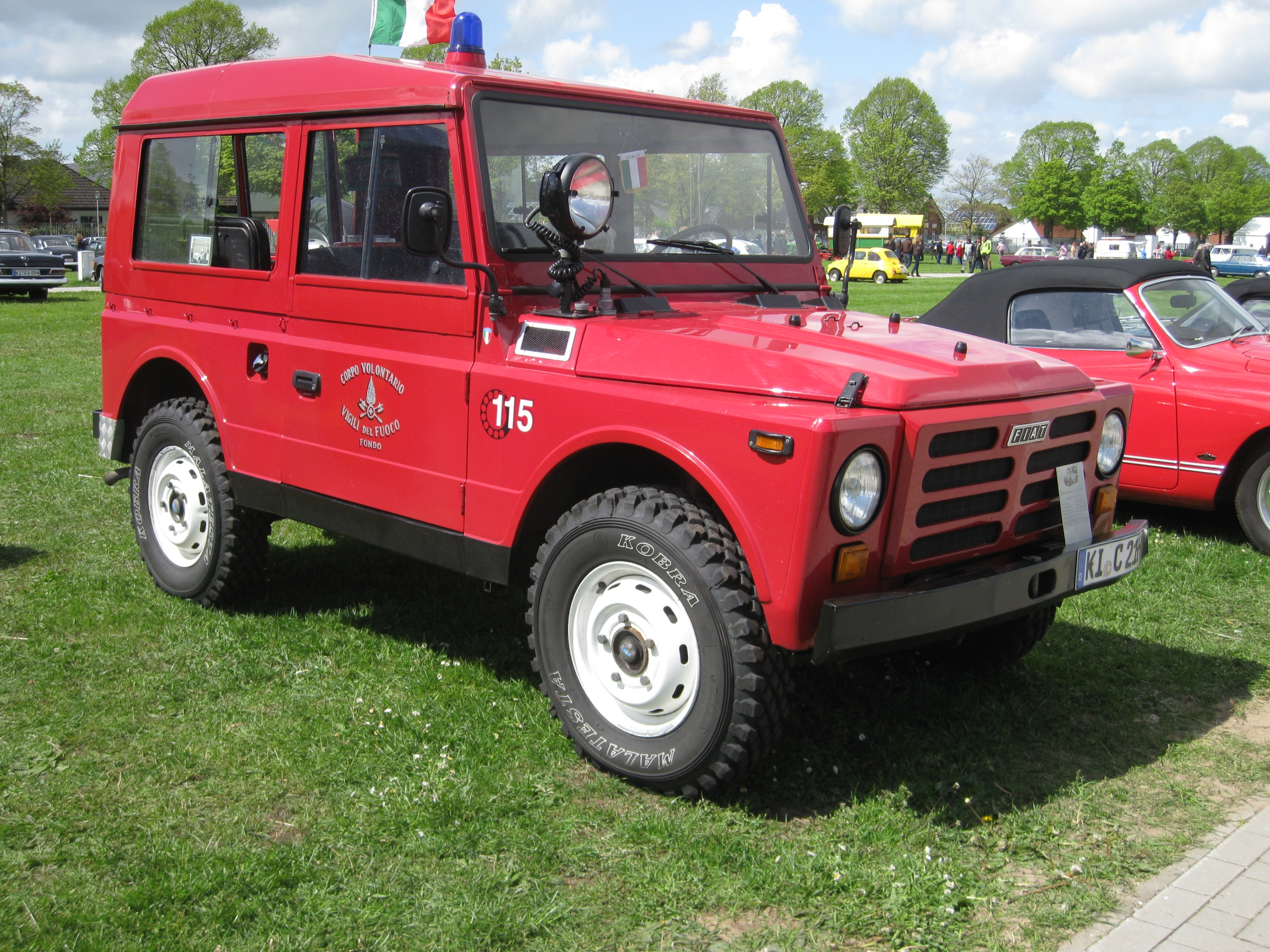
Fiat Nuova Campagnola Fiat AR76
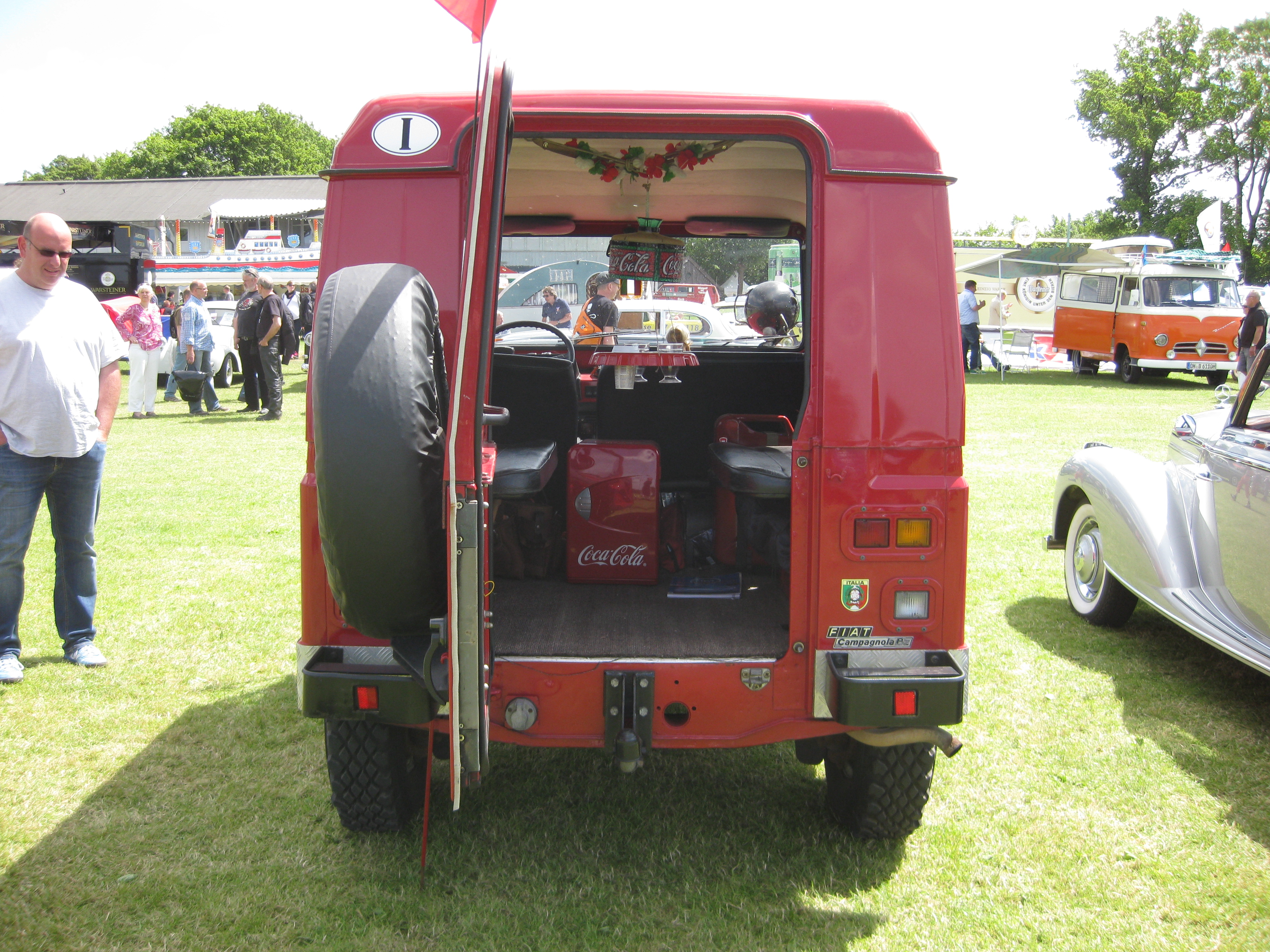
Fiat Nuova Campagnola Fiat AR76 Heckansicht
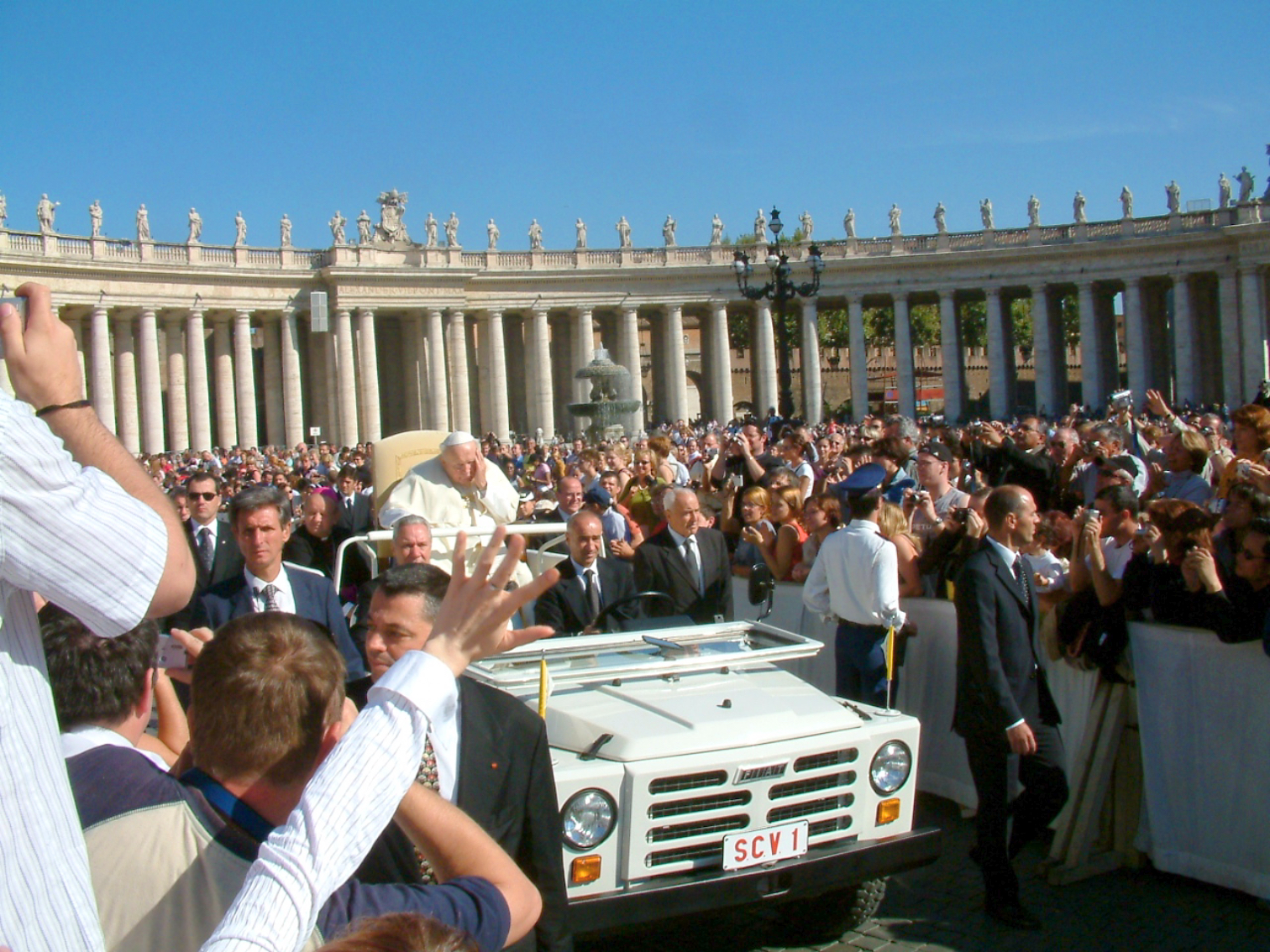
Fiat Nuova Campagnola als Papamobil, Johannes Paul II. auf dem Petersplatz 2004